# ماکس هایندل

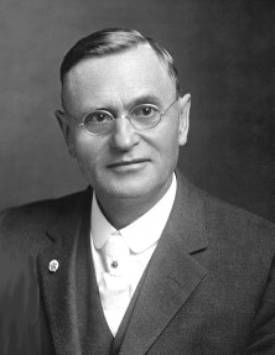
ماکس هایندل (۱۸۶۵–۱۹۱۹)

ماکس هایندل (متولد ۲۳ ژوئیه ۱۸۶۵ در کارل لوئیس فون گراشوف- فوت ۶ ژانویه ۱۹۱۹) یک غیب‌ساز، اخترشناس و عارف مسیحی دانمارکی آمریکایی بود.